# Анка Кризманич
Анка Кризманич (на хърватски: Anka Krizmanić) е хърватска художничка.

## Детство
Анка Кризманич е първото дете на Йосип Сивос, учител от Новиград Подравски, и Елка. Историята на родителите на Анка е доста интересна – след като се среща с селския учител, Елка Гусич напуска дома си и се жени за него против волята на родителите си.
Анка прекара най-ранните години от живота си в компанията на по-малка сестра Йелка, с която остана неразделна през целия си живот. Баща им почива от неизлечима туберкулоза и след смъртта му семейството, което има мизерна учителска пенсия от австрийското правителство, трябва да напуснат Омиле и да отидат в Загреб. За да могат да получат каквато и да е финансова помощ, Елка Сивос се съгласява да замени унгарското фамилно име на покойния си съпруг с моминското име на майка си, бабата на Анка, Сесилия Кризманич. Оттогава Анка, родена с фамилията Сивос, започва да се нарича Анка Кризманич.
Пребивавайки в Горни град, от който тя не се отделя до смъртта си, Анка посещава основното училище в Попов кула от 1904 до 1907 г., а след това – девическото висше училище от 1907 до 1910 г. Нейното семейство винаги е поощрявало изкуствата и затова от все сърце подкрепя таланта на младата художничка. Леля ѝ и нейният съпруг осигуряват истинска подкрепа и грижа за ранното художествено образование на Анка.
Първите значими творби, с които започва плодотворното творчество на Анка Кризманич, датират от нейните гимназиални дни през 1908 г. Практикувайки рисуване с акварел, Анка получава от леля си подарък пастели, чрез които прави портрети на членовете на семейството си и своите съученици. Един от тези портрети, на баба Сесилия, лелята, показва на Томислав Кризман, който заявява, че иска незабавно момичето да бъде доведено в частната му школа по рисуване. Проблемът с формалното обучение се решава от г-жа Станкович, чиято дъщеря Анка е изобразила в един от портретите си. В четвърти клас на гимназията редовното ѝ гражданско образование е прекъснато и професионалното образование по рисуване продължава.

### С Томислав Кризман
През 1910 г. четиринадесетгодишната Анка Кризманич става най-младата ученичка на училището по рисуване на Кризман. Въпреки почти детската си възраст, тя следва инструкциите на страхотния учител със сериозността на възрастен. Благодарение на тези инструкции и много упоритост, тя бързо овладява изкуството да рисува. Всъщност, именно обучението при Кризман става основата, върху която по-късно Анка изцяло гради художественото си развитие. Без тази безопасност на рисуване тя не би била толкова суверенна в графичните техники.
Първата ѝ дърворезба, „Портрет на сестра Елка“, изненадва самия Кризман. По-късно творбата бива изложена в множество изложби.

## Дрезден
След три години, с помощта на Кризман, Анка получава стипендия от царското правителство да продължи образованието си в Дрезден. Придружена от болната си майка, младата художничка отива в Дрезден, а година по-късно сестра ѝ Елка също пристига за допълнително професионално образование.
Анка усърдно преминава през всички катедри за изкуствени занаяти и приложна графика и изненадва професорите с придобитите си преди това знания. Усвоила дърворезба и рязане на мед при Кризман, в университета Анка само усъвършенствала тези техники. Съвсем нова техника, която Кризман пропуска, е литографията. Тя приема изучаването на тази неусвоена техника с ентусиазъм, откривайки нейните големи тонални диапазони.
В Дрезден за Анка се отварят нови светове. Самият град със своите заведения, паркове, реки и мостове предостави изобилие от вдъхновение и тя ги заснема с молив, душ, акварел и офорт. Оттам започват циклите „танцьор“ и „любовник“. Освен това Анка се вдъхновява от Анна Павлова.
Младата художничка не пропуска нито едно представление в театъра. Така през 1915 г. тя е вдъхновена от танците на Грета Визентал, а през 1917 г. се запознава с известния балетист Гертруд Лайстиков. С инструменти за рисуване в ръка, Анка посещава балетната школа. Общуването с Г. Лайстиков ѝ помага да се освободи в рисунката и да постигне люлеещата се лекота на балетното движение.
В Дрезден Анка се запознава с редица големи имена в света на изкуствата. През последните години Ото Дикс учи с нея в съседен клас, а по-късно, след завръщането си в Загреб, пише вълнуващи писма от бойното поле. Драго Иблер, когото познава добре от Загреб, е един от големите художници в Дрезден.
Събитията от Първата световна война също се отразяват на живота в германските градове. Анка прекарва последната си зима в Дрезден с майка си и сестра си без топлина и храна. След като най-накрая получава разрешението си за връщане, през юли 1917 г., Анка се завръща в Загреб с изтощената си и болна майка и сестра.

## До войната
От Дрезден Aнка получава сребърен медал за най-добра работа в графиката – единственото признание, което е получавала през живота си.
Още през 1916 г. тя излага за първи път изложба. Освен това, Анка показва на издателя на едно модно списание изобретените от нея модели за моден албум и това ѝ предоставя работа като дизайнер на костюми за списанието. Около 1918 г. се връща към популярната по-рано пастелна техника. Тя продължава своите цикли на танцьори и любовници, посвещавайки се на по-сериозната портретна живопис. Рисува портрети на А. Б. Симич и Драгутин Павлик, както и поредица от символични нотки на цветни композиции. През 1919 г., в сътрудничество с Грета Туркович, Анка разработва идеята за куклено представление на Петрика Керемпух, но идеята не е реализирана.
Анка прави поредица от миниатюрни скици на човешки типажи и характери, които изиграват ролята на въведение в по-късните ѝ карикатури. През същата година тя ги излага на Югославската художествена изложба в Париж и през 1921 г. на Международната изложба за модерно изкуство в Женева.
През 1921 г. се жени за Драгутин (Драго) Паулич, банков чиновник и страстен планинар. Заедно със своя братовчед д-р Бранко Гусич той разкрива пред художничката красотите на хърватските планини и езера, които стават вдъхновение за множество нейни бъдещи картини.
След сватбата си, Анка остава дълго в Дубровник. Градът я впечатлява изключително много. Освен че прави през 1921 г. малка карта на града, през 1922 г. Анка създава още една карта, този път голяма.
Прекарва част от времето си в имението Гундулич със семейство Кестерчанек в Груз, където се среща с Иван Мещрович. По това време той строи мавзолей в Цавтат. Впечатлена от личността на Мещрович, Анка бързо улавя две скици от изразителния му профил. В същото време прави скица за портрет на двойката Кестерчанек, братът на Олга – бъдещата съпруга на Мещрович – и съпругата му Зденка.
На Международната изложба за съвременно декоративно изкуство в Париж през 1925 г., художничката излага голям гобелен стен на хърватското село Сестине, изработен от рафии и навеси, рисуван от нея и ръчно изработен от сестра ѝ Елка. Експонатът не е върнат от Париж, така че по-късно, през 1950-те (1952 г.), Анка проектира втори гоблен в същия стил.
През лятото на 1926 г. майка ѝ,след дългогодишни проблеми със сърцето, умира. В краткия период от само две години, Анка създава колекция от портрети, пейзажи и фигурални композиции в духа на доминиращите стилистични тенденции на онова време: майка и сестра, двойка Кестерчанек, Автопортрет, Хребет след дъжд, Любовници и други. В самостоятелна изложба в салона Улрих през 1927 г. Анка излага 27 пастели и 18 рисунки. Участва в множество изложби.
През 1927 г., Анка за пръв път идва в Млет, където открива светове на буйна зеленина, гниещи листа и вода. Докато здравето ѝ позволява, художничката продължава да идва на този идиличен остров сред местните жители.
С помощта на Р. Уорние, Анка получава стипендия от френското правителство за обучение в Париж. Преди да замине за Париж обаче, Анка се развежда със съпруга си.
Анка приема постоянната позиция на чертожник в Медицинския факултет на Института по анатомия при професор Перович. Поради упорит труд и липса на свободно време, дейността на художничката е значително намалена. Тя се занимава с художествени събития, особено музикални и театрални. Скицира известни музиканти: Сергей Прокофиев, Сакс, Заун, Янигра, Дора Гушич, Маца и други. Освен това, Анка прави серия от остроумни рисунки на тема диригент на танцьор.
През 1935 г., Анка прекарва по-голямата част от времето си с немския художник Лудвиг Венингер. Това интимно приятелство продължава по време на Втората световна война.
Анка прекъсва осемгодишната си работа в Медицинския факултет през 1939 г. и преминава към професионална дейност като художник.

## Втората световна война
Анка прекарва Втората световна война в Загреб. Там посещава роднини близо до Ожал и за по-дълъг период от 1943 до 1944 г. пребивава в Карловац заедно с Людвиг Венингер. Там работи върху поредица пейзажи и изобразява множество известни художници. От 1945 г. е член на ULUH и редовно излага на колективни изложби до началото на 70-те години на XX век.

## До 1982 г.
От февруари 1946 г. до 31 януари 1951 г. Кризманич отново работи като чертожник в Медицинското училище към Института по биология. Създава композиция от скулптури. Освен това усилва работата си върху цикъла на фолклорните мотиви и танци. Това ѝ начинание бива насърчено от сътрудничеството ѝ със Звонимир Льевакович, известен експерт по танцов фолклор и дългогодишен ръководител на Лада. Тя излага произведения си от танцов фолклор за първи път в Опатия през 1951 г. През 1953 г. Анка провежда две самостоятелни изложби в Загреб: на портрети и изложба от изследвания на персонажи и карикатури. Пенсионира се през 1955 г. и в следващите години се посвещава изцяло на творческата работа.
Обикновено Анка прекарва летата и есените на Млет, за да се гмурне по-дълбоко в мъгливите простори и гори на любимия си Тушканак или да обикаля околностите на Загреб.
Животът ѝ, преди това толкова интензивен, постепенно се забавя. С най-лоялния си другар, сестра си Елка, Анка прекарва цяло десетилетие в редакция на записи. Попълва пълния си Каталог на произведенията още през 1971 г. със сериен номер 5.761; каталог, в който от 1908 г. записва всяка своя творба.

## Трагичен край
Йосип Ковачич започва да посещава Анка Кризманич от ноември 1982 г. Не заради самата нея, а заради нейните произведения на изкуството. Предпазливата ѝ сестра умира през 22 март 1983 и оттогава е Анка оставена на милостта на Ковачич.
От 1984 г. Анка Кризманич изпитва сериозно психологическо смущение. Невропсихиатърът установява, че е смутена, временно дезориентирана и не може да се грижи за себе си, правата и имуществото си. Диагнозата е прогресивна сенилна деменция с по-изразени психотични прояви. След няколко изложби на 19 юли 1986, Анка Кризманич е омъжена с измама за 69-годишния мъж Асмир Камбер  от Сански мост, който работи в базираната в Загреб работна организация „Сигурност“. Сватбата е инициирана от Йосип Ковачич. От този момент започва истинският ад за Анка. Тя бива заключена, а посещенията на познати биват прекратени. Съседите и приятелите на Анка Кризманич – Мария Чернобори, Нарциса Нейдхард, Елица Сарайлия, Ивица Петрекович започват да се оплакват от Йосип Ковачич и Зора Арани. Във време на интензивна публична критика за съдбата на злополучната художничка, тя умира. Ковачич е подправил завещанието ѝ по-рано, като по този начин придобива цялото художествено наследство на Анка Кризманич.